# Pictor
Pictor o el Caballete del Pintor es una constelación de los cielos australes que se encuentra entre la estrella Canopus y la Gran Nube de Magallanes. Fue creada por el astrónomo francés del siglo XVIII Nicolas-Louis de Lacaille con el nombre de Equuleus Pictoris; generalmente se la representa con un caballete. La estrella más brillante de la constelación es Alfa Pictoris, una estrella blanca de la secuencia principal ubicada a unos 97 años luz de la Tierra. Pictor también alberga a RR Pictoris, un sistema de estrellas variables cataclísmicas que estalló como nova en 1925, alcanzando una magnitud aparente de 1,2 para desaparecer después en la oscuridad.
Pictor ha atraído la atención de los astrofísicos debido a que su segunda estrella más brillante, Beta Pictoris, situada a 63,4 años luz, está rodeada por un disco de polvo rico en carbono y posee un exoplaneta. Se han descubierto planetas en otras cinco estrellas de esta constelación. Entre estas se encuentra HD 40307, una enana naranja con seis planetas en órbita, uno de los cuales, HD 40307 g es una potencial supertierra en la zona de habitabilidad. La estrella de Kapteyn, la estrella de Pictor más cercana a la Tierra, es una enana roja situada a unos 12,76 años luz de distancia. En 2014 se descubrieron dos supertierras en órbita. Pictor A, a 485 millones de años luz, es una radiogalaxia cuyo supermasivo agujero negro central expulsa un chorro de plasma que se extiende hasta 300.000 años luz y forma los dos característicos lóbulos (arcos de choque) cuando se ve frenado por materia en el espacio. En 2006 se observó un estallido de rayos gamma, GRB 060729, que fue durante dos años el más brillante detectado en longitudes de rayos X.

## Historia
El astrónomo francés Lacaille describió por primera vez a Pictor como Le Chevalet et la Palette (el Caballete y la Paleta) en 1756  tras observar y catalogar 10 000 estrellas de los cielos meridionales durante su estancia en el cabo de Buena Esperanza. En conjunto, ideó catorce nuevas constelaciones en las regiones inexploradas del hemisferio sur celeste, que no son visibles desde Europa. Todas menos una llevan nombres de instrumentos científicos que simbolizaban la época de la Ilustración. También dio nombre a diez estrellas de esta constelación siguiendo el modelo de designación Bayer, de alfa a nu, aunque se equivocó y no incluyó una estrella épsilon. En 1763 dio a la constelación el nombre en latín Equuleus Pictorius, donde Equuleus significa "caballito" o "caballete", quizás por la antigua costumbre de los artistas de llevar los lienzos sobre un burro. El astrónomo alemán Johann Bode, en su atlas celestial ilustrado «Uranographia sive Astrorum Descriptio» de 1801, llamó a esta constelación "Pluteum Pictoris". En 1845, el astrónomo inglés Francis Baily acortó definitivamente el nombre siguiendo una sugerencia de su compatriota John Herschel.

## Descripción
El Caballete del Pintor es una pequeña constelación rodeada al norte por la Paloma (Columba), al este por la Popa (Puppis) y la Quilla (Carina), al noroeste por el Cincel (Caelum), al suroeste por el pez Dorado (Dorado) y al sur por el Pez Volador (Volans). La abreviatura de tres letras adoptada por la Unión Astronómica Internacional en 1922 es «Pic». Los límites oficiales fueron establecidos por Eugéne Delporte en 1930 y se determinan mediante un polígono de dieciocho lados. En el sistema de coordenadas celestes, las ascensiones rectas que delimitan la constelación son 4 h 32,5 m y 6 h 52 m, mientras que las declinaciones van desde −42,79° hasta −65,15°. Dada su posición muy al sur en el hemisferio celeste austral, la constelación sólo es visible en su totalidad hasta la latitud 26° N, si bien partes de la constelación son visibles hasta los 47° N. Forma parte del círculo circumpolar celeste del sur.

## Estrellas

### Estrellas principales
- α Pictoris, estrella subgigante blanca de magnitud 3,24, la más brillante de la constelación, situada a 99 años luz.
- β Pictoris, estrella blanca de magnitud 3,85 con un disco protoplanetario de 500 UA de diámetro en torno a ella. Se encuentra a 63 años luz de la Tierra.
- γ Pictoris, gigante naranja de magnitud 4,50, la tercera estrella más brillante de la constelación.
- δ Pictoris, con magnitud 4,72, una estrella binaria espectroscópica, con un período orbital de 1,673 días. Sus componentes son una gigante azul y una estrella caliente de tipo O.
- η1 Pictoris, estrella blanco-amarilla de magnitud 5,39.
- ν Pictoris, estrella Am de magnitud 5,61.
- AB Pictoris (HD 44627), joven enana naranja con una acompañante que puede ser una enana marrón o un planeta gigante.
- RR Pictoris, nova que estalló en 1925 y conocida como Nova Pictoris, llegó a alcanzar magnitud 1,25. Es fácil de encontrar a 1º37' al suroeste de α Pictoris.
- TX Pictoris (HD 37434), estrella variable eruptiva RS Canum Venaticorum cuyo brillo fluctúa entre magnitud 6,08 y 6,12.
- Estrella de Kapteyn (VZ Pictoris), estrella subenana roja, la estrella del halo galáctico más cercana al sistema solar y la segunda estrella con mayor movimiento propio entre todas las conocidas, distante 12,8 años luz.
- UY Pictoris, sistema de dos enanas naranjas, ambas con actividad cromosférica.
- AK Pictoris, joven enana amarilla de magnitud 6,18 acompañada por una enana naranja.

### Otras estrellas condesignación Bayer
- ζ Pic 5,44; θ Pic 6,26; η2 Pic 5,05; ι Pic – estrella doble 5.58, 6,42; κ Pic 6,10; λ Pic 5,30; μ Pic 5,69

### Estrellas condesignación Flamsteed
- 61 Pic 5,20

### Estrellas con planetas
- HD 41004, sistema estelar compuesto por una enana naranja y una enana roja; en torno a la primera de ellas se ha descubierto un planeta extrasolar, y en torno a la segunda una enana marrón.

## Objetos de cielo profundo
- NGC 1705, galaxia enana irregular distante unos 17 millones de años luz de la Tierra.